# Privezac
Privezac (okzitanisch: Privasac) ist eine französische Gemeinde mit 342 Einwohnern (Stand: 1. Januar 2022) im Département Aveyron in der Region Okzitanien (vor 2016 Midi-Pyrénées). Sie gehört zum Arrondissement Villefranche-de-Rouergue und zum Kanton Villeneuvois et Villefranchois. Die Einwohner werden Privezacois genannt. 

## Geografie
Privezac liegt etwa 37 Kilometer westnordwestlich von Rodez. Umgeben wird Privezac von den Nachbargemeinden Vaureilles im Norden und Nordosten, Anglars-Saint-Félix im Osten, Prévinquières im Südosten, Compolibat im Süden und Südwesten sowie Lanuéjouls im Westen und Nordwesten.

## Bevölkerungsentwicklung
| Jahr                       | 1962 | 1968 | 1975 | 1982 | 1990 | 1999 | 2006 | 2019 |
| Einwohner                  | 353  | 340  | 320  | 322  | 282  | 273  | 317  | 322  |
| Quellen: Cassini und INSEE |      |      |      |      |      |      |      |      |

## Sehenswürdigkeiten
- Kirche Sainte-Bernadette